# Glava socken
Glava socken i Värmland ingick i Gillbergs härad, ingår sedan 1971 i Arvika kommun och motsvarar från 2016 Glava distrikt.
Socknens areal är 303,33 kvadratkilometer varav 229,1 land. År 2000 fanns här 1 034 invånare. Tätorten Glava glasbruk samt kyrkbyn Glava med sockenkyrkan Glava kyrka ligger i socknen.   

## Administrativ historik
Socknen har medeltida ursprung.
Vid kommunreformen 1862 övergick socknens ansvar för de kyrkliga frågorna till Glava församling och för de borgerliga frågorna bildades Glava landskommun. Landskommunen uppgick 1971 i Arvika kommun.
1 januari 2016 inrättades distriktet Glava, med samma omfattning som församlingen hade 1999/2000.
Socknen har tillhört län, fögderier, tingslag och domsagor enligt vad som beskrivs i artikeln Gillbergs härad. De indelta soldaterna tillhörde Värmlands regemente och Gillbergs kompani.

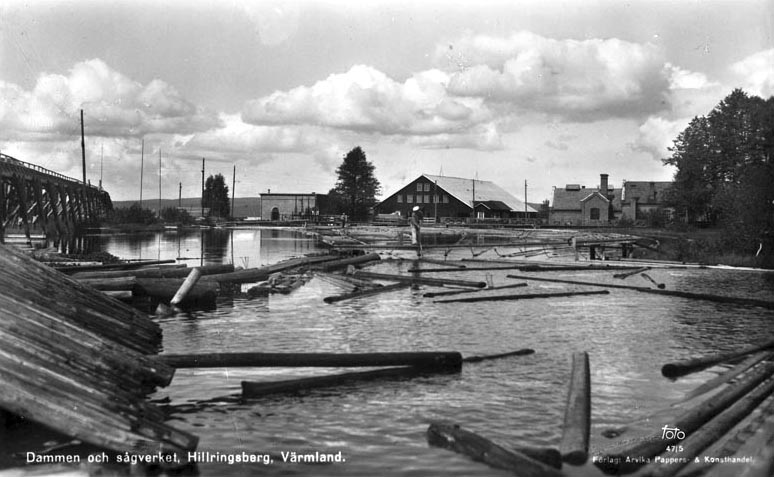
Hillringsbergs sågverk vid Glavsfjorden i socknens sydöstra del. Foto från omkring 1930-1950.

## Geografi
Glava socken ligger söder om Arvika kring Stora Gla med Glafsfjorden i öster. Socknen har odlingsbygd vid sjöarna och är i övrigt en starkt kuperad sjö- och mossrik skogsbygd med höjder som i Råtakahöjden når 312 meter över havet.

## Fornlämningar
Från stenåldern finns nio hällkistor. Från bronsåldern finns gravrösen och stensättningar.

## Namnet
Namnet skrevs 1503 Gladwol. Efterleden är vall och hela betydelsen 'den släta gräsmarken' vid älven Gladh(a)', syftande på kyrkplatsen vid Glafsfjorden.

## Befolkningsutveckling
| Befolkningsutvecklingen i Glava socken 1780–1990                                                         | Befolkningsutvecklingen i Glava socken 1780–1990 | Befolkningsutvecklingen i Glava socken 1780–1990 | Befolkningsutvecklingen i Glava socken 1780–1990 | Befolkningsutvecklingen i Glava socken 1780–1990 |
| --- | ------------------------------------------------ | ------------------------------------------------ | ------------------------------------------------ | ------------------------------------------------ |
| |                                                  |                                                  |                                                  |                                                  |
| År |                                                  |                                                  | Folkmängd                                        |                                                  |
| 1780 | 1780                                             |                                                  | 1 390                                            |                                                  |
| 1790 | 1790                                             |                                                  | 1 329                                            |                                                  |
| 1800 | 1800                                             |                                                  | 1 603                                            |                                                  |
| 1810 | 1810                                             |                                                  | 1 547                                            |                                                  |
| 1820 | 1820                                             |                                                  | 1 535                                            |                                                  |
| 1830 | 1830                                             |                                                  | 2 016                                            |                                                  |
| 1840 | 1840                                             |                                                  | 2 278                                            |                                                  |
| 1850 | 1850                                             |                                                  | 2 716                                            |                                                  |
| 1860 | 1860                                             |                                                  | 3 145                                            |                                                  |
| 1870 | 1870                                             |                                                  | 3 259                                            |                                                  |
| 1880 | 1880                                             |                                                  | 3 311                                            |                                                  |
| 1890 | 1890                                             |                                                  | 3 183                                            |                                                  |
| 1900 | 1900                                             |                                                  | 3 456                                            |                                                  |
| 1910 | 1910                                             |                                                  | 3 693                                            |                                                  |
| 1920 | 1920                                             |                                                  | 3 693                                            |                                                  |
| 1930 | 1930                                             |                                                  | 3 367                                            |                                                  |
| 1940 | 1940                                             |                                                  | 2 952                                            |                                                  |
| 1950 | 1950                                             |                                                  | 2 456                                            |                                                  |
| 1960 | 1960                                             |                                                  | 2 040                                            |                                                  |
| 1970 | 1970                                             |                                                  | 1 473                                            |                                                  |
| 1980 | 1980                                             |                                                  | 1 205                                            |                                                  |
| 1990 | 1990                                             |                                                  | 1 146                                            |                                                  |
| Anm: Källor: Umeå universitet - Tabellverket 1749-1859, Demografiska databasen, CEDAR, Umeå universitet. |                                                  |                                                  |                                                  |                                                  |